# Jarl Alfredius
Jarl Martin Alfredius (Solna, 3 januari 1943 - Stockholm, 31 maart 2009) was een Zweedse journalist en nieuwslezer op de Zweedse televisie. 
Alfredius begon zijn carrière op de radio als nieuwspresentator bij Dagens Eko. In 1986 ging hij naar SVT om het tv-journaal Aktuellt te presenteren. Alfredius is ook bekend van televisieseries voor de documentairezender Kunskapskanalen in 2004. Hij bleef nieuwspresentator op SVT tot juli 2008, toen bekend werd dat hij prostaatkanker had. Alfredius overleed op 31 maart 2009 in Stockholm als gevolg van complicaties van zijn ziekte.